# Gabriela Suvová
Gabriela Sůvová (Jablonec nad Nisou, 8 febbraio 1972) è un'ex biatleta ceca.
Fino alla dissoluzione della Cecoslovacchia (1992) gareggiò per la nazionale cecoslovacca; è indicata anche con il cognome da sposata, Gabriela Lehká.

## Biografia
In Coppa del Mondo ottenne l'unico podio, nonché primo risultato di rilievo, nel 1992 a Ruhpolding (2ª).
In carriera prese parte a due edizioni dei Giochi olimpici invernali, Albertville 1992 (18ª nella sprint, 56ª nell'individuale) e Lillehammer 1994 (63ª nella sprint), e a una dei Campionati mondiali, vincendo una medaglia.

## Palmarès

### Mondiali
- 1 medaglia:
  - 1 bronzo (gara a squadre a Novosibirsk 1992)

### Coppa del Mondo
- 1 podio (individuale[1]):
  - 1 secondo posto